# Dodona elvira
Dodona elvira is een vlindersoort uit de familie van de prachtvlinders (Riodinidae), onderfamilie Nemeobiinae.
Dodona elvira werd in 1897 beschreven door Staudingerl.